# Brasão de armas de São Vicente e Granadinas
O brasão de armas de São Vicente e Granadinas foi adotado em 1912. A imagem central baseia-se num crachá colonial, usando entre 1907 a 1979, mostrando duas mulheres com trajes romanos, sobre grama verde e rodeadas por uma moldura dourada. Uma delas está de pé, sustentando um ramo de palma, a outra está ajoelhada perante um altar, segurando um prato dourado. No altar, estão esculpidas duas mãos unidas. O brasão é encimado por uma planta de algodão e, abaixo dele, está um pergaminho com a inscrição latina Pax et Justitia (Paz e Justiça).